# Jiutepeca nigrita
Jiutepeca nigrita är en insektsart som beskrevs av Ball 1937. Jiutepeca nigrita ingår i släktet Jiutepeca och familjen dvärgstritar. Inga underarter finns listade i Catalogue of Life.